# Musée de la Magie
Musée de la Magie (Muzeum magie), dříve Musée de la Curiosité et de la Magie (Muzeum kuriozit a magie), je muzeum v Paříži v historické čtvrti Marais. Nachází se ve 4. obvodu na ulici Rue Saint-Paul. Muzeum se zaměřuje na iluzionismus a dějiny magie.

## Expozice
První část prohlídky je zaměřena na profesionální iluzionisty včetně kouzelnického představení. Několik místností nabízí optické iluze a magická zrcadla, ve vitrínách jsou vystaveny exponáty, které používali iluzionisté od 17. století.
V muzeu je malý obchod a nabízí kursy ve „škole magie“.